# Хмельницкий (станция)
Хмельницкий (укр. Хмельницький) — железнодорожная станция Юго-Западной железной дороги, обеспечивающая внутреннее, международное и пригородное сообщение города Хмельницкий и Хмельницкой области Украины.

## История
Открыта в 1871 году. До 1954 года называлась «Проскуров», по историческому названию города, с 1954 по 1973 года — «Хмельницкая».
В Хмельницком (в то время Проскурове) железная дорога была открыта в 1870 году. Чуть позже на восточной окраине города был сооружено и первое здание железнодорожного вокзала. На сегодняшний день Хмельницкий известен одним из крупнейших вещевых оптовых рынков на всей территории СНГ. Ежедневно на железнодорожную станцию города пребывают сотни пассажиров для осуществления как предпринимательской деятельности, так и обычных туристических или семейных поездок.

## Инфраструктура Хмельницкого вокзала и услуги
Пассажирам Хмельницкого железнодорожного вокзала предоставляется широкий комплекс платных и бесплатных услуг. В первую очередь это относится к услугам по бронированию, оформлению и доставке билетов, а также сервисы во время пребыванию на вокзале.
Перечень услуг багажного отделения:
- Принятие от пассажиров багажа;
- Предоставление отправителю багажа ярлыка;
- Упаковка;
- Взвешивание багажа;
- Информирование о прибытии багажа;
- Хранение прибывшего багажа;
- Подвоз багажа и услуги носильщика.

Также на вокзале перечень информационно-справочных сервисов, таких как:
- Объявление по громкой связи по просьбе пассажиров;
- Выдача сложных и письменных справок;
- Использование телефона и факса;
- Продажа расписаний движения поездов.

Хмельницкий железнодорожный вокзал имеет все необходимое и для длительного проживания транзитных пассажиров, а именно:
- Стандартные комнаты отдыха и номера Люкс;
- Услуги утюжки одежды;
- Услуги парикмахера;
- Санитарно-душевые кабины.

К услугам пассажиров — удобное и наглядное расписание поездов на вокзале ст. Хмельницкий.

## Дальнее сообщение
С 10 декабря 2017 год вокзал отправляет и принимает поезда следующих направлений:
| № поезда                  | Маршрут движения                          | № поезда                  | Маршрут движения                          | Примечание                     |
| ------------------------- | ----------------------------------------- | ------------------------- | ----------------------------------------- | ------------------------------ |
| 11 "Западный экспресс"    | Одесса — Львов                            | 12 "Западный экспресс"    | Львов — Одесса                            |                                |
| 13                        | Киев — Солотвино                          | 14                        | Солотвино — Киев                          |                                |
| 25 "Карпаты"              | Одесса — Львов — Яремча / Рахов           | 26 "Карпаты"              | Рахов / Яремча — Львов — Одесса           |                                |
| 35                        | Одесса — Пшемысль                         | 36                        | Пшемысль — Одесса                         |                                |
| 41                        | Днепр — Трускавец                         | 42                        | Трускавец — Днепр                         |                                |
| 49 "Кобзар"               | Киев — Трускавец                          | 50 "Кобзар"               | Трускавец — Киев                          |                                |
| 55                        | Хмельницкий — Москва                      | 56                        | Москва — Хмельницкий                      |                                |
| 69                        | Мариуполь — Львов                         | 70                        | Львов — Мариуполь                         |                                |
| 73                        | Москва — Львов                            | 74                        | Львов — Москва                            |                                |
| 81 "Десна"                | Киев — Ужгород                            | 82 "Десна"                | Ужгород — Киев                            |                                |
| 85                        | Новоалексеевка — Львов                    | 86                        | Львов — Новоалексеевка                    |                                |
| 95 "Тясмин"               | Черкассы — Львов                          | 96 "Тясмин"               | Львов — Черкассы                          | Ранее курсировал под № 395/396 |
| 107 "Хаджибей"            | Одесса — Ужгород                          | 108 "Хаджибей"            | Ужгород — Одесса                          |                                |
| 109                       | Херсон — Львов                            | 110                       | Львов — Херсон                            |                                |
| 111 "Слобожанщина"        | Харьков — Львов                           | 112 "Слобожанщина"        | Львов — Харьков                           |                                |
| 117 "Буковина"            | Киев — Черновцы                           | 118 "Буковина"            | Черновцы — Киев                           |                                |
| 119                       | Запорожье — Львов                         | 120                       | Львов — Запорожье                         |                                |
| 133                       | Николаев — Ивано-Франковск                | 134                       | Ивано-Франковск — Николаев                |                                |
| 135                       | Белгород-Днестровский — Одесса — Черновцы | 136                       | Черновцы — Одесса — Белгород-Днестровский |                                |
| 137                       | Лисичанск — Хмельницкий                   | 138                       | Хмельницкий — Лисичанск                   |                                |
| 143                       | Киев — Ивано-Франковск — Ворохта          | 144                       | Ворохта — Ивано-Франковск — Киев          |                                |
| 177*                      | Киев — Хмельницкий                        | 178*                      | Хмельницкий — Киев                        |                                |
| 191*                      | Киев — Львов                              | 192*                      | Львов — Киев                              |                                |
| 231*                      | Новоалексеевка, Днепр — Ивано-Франковск   | 232*                      | Ивано-Франковск — Днепр, Новоалексеевка   |                                |
| 249*                      | Киев — Черновцы                           | 250*                      | Черновцы — Киев                           |                                |
| 255*                      | Херсон — Львов                            | 256*                      | Львов — Херсон                            |                                |
| 257*                      | Одесса — Львов                            | 258*                      | Львов — Одесса                            |                                |
| 275*                      | Днепр — Львов                             | 276*                      | Львов Львов (станция) — Днепр             |                                |
| 357 "Гуцульщина"          | Киев — Рахов                              | 358 "Гуцульщина"          | Рахов — Киев                              |                                |
| 715 "Интерсити+"          | Киев — Львов — Пшемысль                   | 716 "Интерсити+"          | Пшемысль — Львов — Киев                   |                                |
| 747 "Интерсити"           | Киев — Тернополь                          | 748 "Интерсити"           | Тернополь — Киев                          |                                |
| 769 "Подольский экспресс" | Киев — Каменец-Подольский                 | 770 "Подольский экспресс" | Каменец-Подольский — Киев                 |                                |
| 771 "Подольский экспресс" | Киев — Хмельницкий                        | 772 "Подольский экспресс" | Хмельницкий — Киев                        |                                |
| 805                       | Хмельницкий — Винница                     | 806                       | Винница — Хмельницкий                     |                                |
| 807                       | Хмельницкий — Винница                     | 808                       | Винница — Хмельницкий                     |                                |

Звёздочкой отмечены поезда сезонного обращения.